# Перрі (Канзас)
Перрі (англ. Perry) — місто (англ. city) в США, в окрузі Джефферсон штату Канзас. Населення — 852 особи (2020).

## Географія
Перрі розташоване за координатами 39°4′22″ пн. ш. 95°23′13″ зх. д. / 39.07278° пн. ш. 95.38694° зх. д. (39.072901, -95.386831).  За даними Бюро перепису населення США в 2010 році місто мало площу 2,01 км², уся площа — суходіл.

## Демографія
Згідно з переписом 2010 року, у місті мешкало 929 осіб у 375 домогосподарствах у складі 254 родин. Густота населення становила 463 особи/км².  Було 392 помешкання (195/км²).
Расовий склад населення:
| - 95,7 % — білих - 1,1 % — чорних або афроамериканців - 0,4 % — корінних американців - 0,3 % — азіатів |

До двох чи більше рас належало 2,0 %. Частка іспаномовних становила 2,2 % від усіх жителів.
За віковим діапазоном населення розподілялося таким чином: 27,1 % — особи молодші 18 років, 57,3 % — особи у віці 18—64 років, 15,6 % — особи у віці 65 років та старші. Медіана віку мешканця становила 37,1 року. На 100 осіб жіночої статі у місті припадало 90,8 чоловіків;  на 100 жінок у віці від 18 років та старших — 86,5 чоловіків також старших 18 років.
Середній дохід на одне домашнє господарство  становив 62 257 доларів США (медіана — 57 813), а середній дохід на одну сім'ю — 74 201 долар (медіана — 67 273). Медіана доходів становила 47 500 доларів для чоловіків та 40 625 доларів для жінок. За межею бідності перебувало 7,1 % осіб, у тому числі 10,5 % дітей у віці до 18 років та 7,9 % осіб у віці 65 років та старших.
Цивільне працевлаштоване населення становило 427 осіб. Основні галузі зайнятості: освіта, охорона здоров'я та соціальна допомога — 28,8 %, будівництво — 11,5 %, публічна адміністрація — 9,4 %, виробництво — 8,9 %.